# Судак (підводний човен)

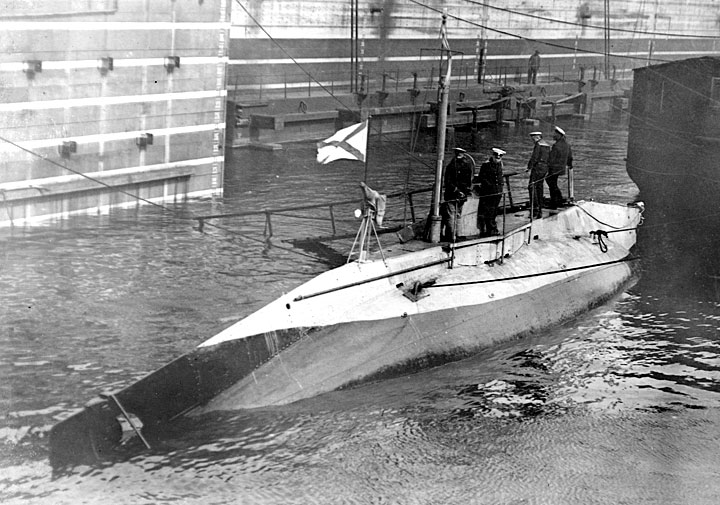
Підводний човен «Судак»

Підводний човен «Судак» — шостий в серії підводних човнів типу «Сом», побудований за ініціативою Невського заводу.

## Тактично-технічні характеристика
Водотоннажність (надводна / підводне): 110/125 т.
Розміри: довжина — 20,85 м, ширина — 3,66 м, осадка — 2,9 м.
Швидкість ходу (надводна / підводна): 8,5 / 6,0 вузлів.
Глибина занурення: до 30 м.
Дальність плавання: над водою 360 миль, під водою 45 миль.
Силова установка: дизель 1x160 к.с., електромотор 1x70 к.с.
Озброєння: 37-мм артилерійська гармата (встановлена в 1914 г.), 1 457-мм торпеда в носовій трубчастою торпедному апараті.
Екіпаж: 22 чол.

## Історія підводного човна
4 червня 1907 року правління Невського заводу звернулось в Морський Технічний Комітет з пропозицією про придбання цього човна.
За рішенням Відділу підводного плавання човен придбали для флоту і по залізниці відправили до Севастополя, де після проведення здавальних випробувань зарахували до складу флоту під назвою «Судак».
У 1912–1913 р.р. пройшов капітальний ремонт. В червні 1913 року під час тренувального плавання підводний човен сів на риф в Козачій бухті під Севастополем. Був знятий з рифу міноносцем і самостійно повернувся в Севастополь.
В період Першої світової війни підводний човен «Судак» перебував в складі діючого флоту і використовувалася для охорони суміжного з Севастополем водного району, базуючись на Балаклаву.
16.12.1917 р. увійшов до складу Червоного Чорноморського Флоту. У лютому 1918 року виведений з бойового складу, законсервований і зданий до Севастопольського військовому порту на зберігання. 1 травня 1918 року був захоплений німецькими військами, а в листопаді 1918 року — англо-французькими військами, які 22-24 квітня 1919 року затопили його у водах Чорного моря, в районі Севастополя.
Влітку 1932 року був виявлений і піднятий Експедицією підводних робіт особливого призначення, після чого підводний човен не відновлювався і був переданий «Рудметалторг» для демонтажу і розбирання на метал.

## Командири підводного човна «Судак»
1. Фон-дер Рааб-Тіллен Т. Л. (врід 18.08—07.12.1907)
2. Безкровний Б. С. (17.12.1907—14.05.1910)
3. Кітіцин М. А. (01.10.1910—24.11.1912)
4. Паруцький М. В. (врід 31.01—14.02.1911)
5. Біляєв А. М. (врід 26.11.1911—23.02.1912)
6. Зарубін Н. А. (15.11.1912—…02.1915)
7. Бачманов П. С. (…12.1914)
8. Вількен 3-й В. В. (1915)
9. Комаров М. С. (09.05.1915—1917)